# Roze Woensdag
Roze Woensdag is een lhbt-evenement dat jaarlijks plaatsvindt op de tweede dag van de Nijmeegse Vierdaagse. De organisatie is in handen van Stichting Roze Woensdag (sinds 2008), die het stokje overnam van stichting Gay Festival Nijmegen (2006-2007). De naam 'Roze Woensdag' is voor het eerst geopperd in september 1999 door Bart van Dam in zijn column 'Hek van de Dam' in PINK, het ledenblad van COC Regio Nijmegen 
Tijdens de Roze Woensdag zijn veel wandelaars in het roze gekleed en hebben de podia en de feesten in de stad een speciaal op lhbt'ers gerichte programmering. Het evenement is daarmee vergelijkbaar met de Roze Maandag, die jaarlijks wordt gevierd tijdens de Tilburgse Kermis.

## Geschiedenis
In de Nijmeegse Vierdaagse lopen van oudsher veel militairen mee, maar dat ging regelmatig gepaard met het zingen van agressieve en seksistische liederen en met vechtpartijen tussen militairen en groepen Molukkers uit Nijmegen. Ook homoseksuele mannen en lesbische en feministische vrouwen en hun ontmoetingsplaatsen moesten het geregeld ontgelden. Het aan de vrouwenboekhandel De Feeks gelieerde café moest bijvoorbeeld voor bewaking zorgen of de deuren sluiten. Veel homo's en (lesbische) vrouwen gingen tijdens de Vierdaagseweek dan ook liever de stad uit.
Tijdens de Zomerfeesten van 1983 loopt het helemaal uit de hand. Relschoppende 'feestgangers' proberen met geweld homocafé 't Bakkertje in de Van Welderenstraat binnen te dringen. Er wordt zelfs een molotovcocktail naar binnen gegooid. De politie probeert slechts te sussen en grijpt pas in nadat zij zelf worden aangevallen.
Naar aanleiding van de gebeurtenissen stelt COC Nijmegen het 'Zwartboek Zomerfeesten 1983' op. En de rellen bij 't Bakkertje zijn voor het Roze Front [toen organisator van de landelijke Roze Zaterdag] reden om Roze Zaterdag 1984 in Nijmegen te laten plaatsvinden. Ook de Nijmeegse lhbt- en vrouwenbeweging laat zich niet onbetuigd. Vanaf 1984 organiseren zij tijdens de Vierdaagse gezamenlijk hun alternatieve Zomerfeesten .
Een aantal (‘roze’) horecazaken in de Van Welderenstraat neemt eind jaren 90 het initiatief voor een eigen roze straatfeest tijdens de woensdag van de Vierdaagse. In 2002 wordt dit door café 'De Verjaardag' (Wil Janssen) en café 'The Great Pretender' (Jos van Os) voor het eerst onder de naam 'Roze Woensdag' georganiseerd, naar voorbeeld van Roze Maandag in Tilburg. Later sluiten steeds meer ondernemers uit de Nijmeegse ringstraten zich bij het roze straatfeest aan.
Roze Woensdag wordt dan zo populair dat de lopers vanwege de vele feestgangers in de Van Welderenstraat tot staan komen . Na de Vierdaagse van 2005 besluit men de wandelroute te verleggen naar Waalkade, Voerweg en Hertogstraat. Maar in 2006 gaat Roze Woensdag niet door. De Vierdaagse wordt na de eerste wandeldag (dinsdag) afgelast vanwege de grote hitte. Vanaf 2007 vinden de meeste festiviteiten plaats in de Hertogstraat, later ook op het Faberplein. Sindsdien is Roze Woensdag alleen maar bekender en drukker geworden. In 2012 wordt het 10-jarig bestaan van Roze Woensdag groots gevierd. In 2016 vaart tijdens Roze Woensdag een versierd bootje met drag queens over de Waal, in wat de 'kleinste gay pride ter wereld' genoemd werd. Sinds 2019 is er op Roze Woensdag ook een Pride Walk die een klein deel van de route door Nijmegen achter de laatste deelnemers van de Vierdaagse aan loopt.